# Lisogne
Lisogne (en wallon Lizogne) est un village du Condroz ardennais sur les Hauts de Meuse (rive droite) à 6,5 km de la ville de Dinant (province de Namur, en Belgique). Administrativement il fait aujourd'hui partie de la ville et commune de Dinant située en Région wallonne. C'était une commune à part entière avant la fusion des communes de 1977.

## Toponymie
Le nom Lisogne vient de Lindsonia qui signifie villa de Liudiso. Différentes anciennes formes orthographiques telles que « Liesongne » ou « Liesonge » correspondraient plutôt à « lie » du gaulois « liga » pour « pierre à grains fins (sédimentaire) » et à « soignier », du bas-latin « soniare » pour « procurer, fournir ».

## Géographie
À 6,5 km de Dinant, le village de Lisogne se situe sur un plateau dominant le versant nord du ruisseau des Fonds de Leffe et la rive droite de la vallée de la Meuse. Le relief de Lisogne est assez accidenté et fortement entaillé par le ruisseau des Fonds de Leffe. L'altitude varie entre 180 m et 295 m sur le plateau condruzien.
Le village se caractérise par une structure assez dense de son habitat, fermé de courts alignements parallèles à la rue, entrecoupés de bâtiments perpendiculaires. Nombre de maisons en calcaire ou en grès datent du XIXe siècle. Depuis quelques années, de nombreuses maisons en brique sont venues rompre l'homogénéité du site. À l'ouest, on trouve la ferme-château et celle dite de la Tour. Le village compte également deux hameaux relativement importants : Awagne et Loyers.
Le sous-sol est de type calcaire de l'époque du Carbonifère Dinantien appartenant à plusieurs formations géologiques. S'y situe un gisement de marbre noir de Dinant ou calcaire viséen. On a également constaté la présence de minerai de fer dans le sous-sol de Lisogne. Les couches calcaires ont fait l'exploitation dans des carrières à proximité du ruisseau des Fonds de Leffe. Sur les crêtes, on trouve des grès, siltites et shales de la formation de Ciney.

## Évolution démographique
- Source: DGS, 1831 à 1970=recensements population, 1976= habitants au 31 décembre

## Histoire
Dès l'Antiquité, le site de Lisogne a été occupé par une importante villa gallo-romaine. On y a retrouvé des sépultures à incinération datant du Ier siècle av. J-C.
Au cours du haut Moyen Âge, au VIIe siècle, Awagne et Lisogne font partie des donations effectuées  par le roi Sigebert III d'Austrasie, au profit de l'abbaye de Stavelot. Le domaine de l'abbaye dans cette région est géré par son avoué le Comte de Namur, qui l'inclut dans le ressort de la prévôté de Poilvache.
Le hameau d'Awagne est le noyau primitif et le centre de la première paroisse. Une chapelle dédiée à saint Quentin existe déjà en 824, à Awagne dédiée à saint Quentin. L'ancienne paroisse d'Awagne est, dès le XIIe siècle, à la collation de l'Abbaye de Leffe qui touche la dîme sur la moitié du village (l'autre appartient à l'Abbaye de Waulsort). Lisogne dépendait quant à elle de la paroisse de Sorinnes.
Le nom de Liesonge apparaît pour la première fois dans les textes en 1060. Lisogne et ses dépendances forment une seigneurie foncière (c'est-à-dire que le seigneur n'a pas le droit de justice. Ce dernier est exercé par le Comte de Namur qui le délègue au Prévôt de Poilvache. La seigneurie passe de famille en famille jusqu'à la Révolution française, époque à laquelle Lisogne est érigée en commune comprenant Awagne, Loyers, le Frêche-Try, Buc, Fagnoule, Al Tombe et le Moulin de Lisogne.
Lors de la Première Guerre mondiale, l'armée allemande exécute 12 habitants de Lisogne du 22 au 23 août 1914 et pille les maisons.

## Liste des bourgmestres de Lisogne de 1823 à 1977
- Jean Joseph Burton (1823).
- Jean-François Belot (1824-1831).
- Ferdinand Belot (1832-1834).
- Arsène Burton (1835-1843).
- Martin Jonet (1844-1846).
- Eugène Henry (1867-1870), banquier.
- Camille Henry (1870- )
- I. Crespin (1885- ).
- Alexandre Lissoir (1891-1898).
- Georges Henry (1898-1908), banquier.
- Victor Henry (1908-1919).
- Émile Floymont (1927-1934).
- A. Dubois (1934- ).
- Auguste Paquet (1945-1946).
- Émile Borsu (1940 et 1946-1950).

## Patrimoine et culture

### Patrimoine architectural
- Église Saint-Barthélemy : de style néo-classique, construite en moellons réglés de calcaire et financée en 1774 par l'abbé Caillet, curé à Lisogne et agrandie entre 1845-1847. En 1875, le clocher est rebâti. L'église possède un grand tableau dans le chœur représentant saint Barthélemy peint par le dinantais Franz Sodar.
- Ferme de la Tour : édifice clôturé bâti en calcaire à la fin du XVIe siècle et agrandi au XVIIe siècle[5]. En 1474, il appartenait au seigneur Gilles Pollarde.
- Château et ferme de Lisogne : construit en 1762 sur une propriété achetée par Guillaume Verachter sept ans plus tôt. La ferme en U date des XVIIe et XVIIIe siècles et a été remaniée au XIXe siècle. Joseph Henry, fondateur de la banque Henry à Dinant devient propriétaire du château par héritage au XIXe siècle[5]. Les descendants de la famille Henry y habitent toujours.
- Moulin de Lisogne : ensemble du XIXe siècle profondément rénové. Des installations hydrauliques, ne subsistent que le bief souterrain et une roue métallique.
- Église Saint-Quentin d'Awagne : construite en 1892 en style néo-gothique. Ses fonts baptismaux ont été récupérés de l'ancienne église et datent du XVIIe siècle.
- Église Saint-Ghislain de Loyers : construite en 1887 par l'architecte H. Flémal.

## Galerie

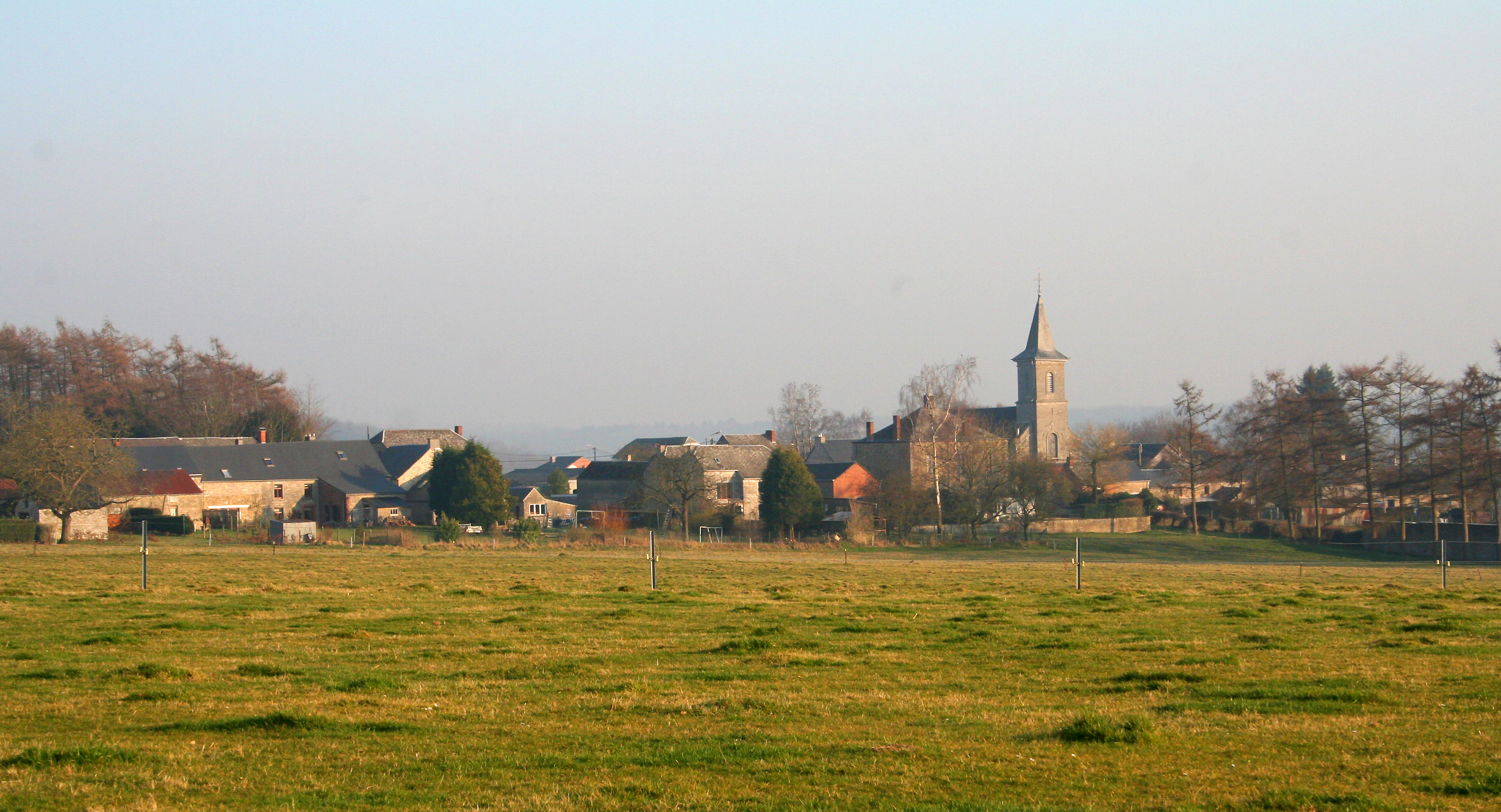
Village de Lisogne.
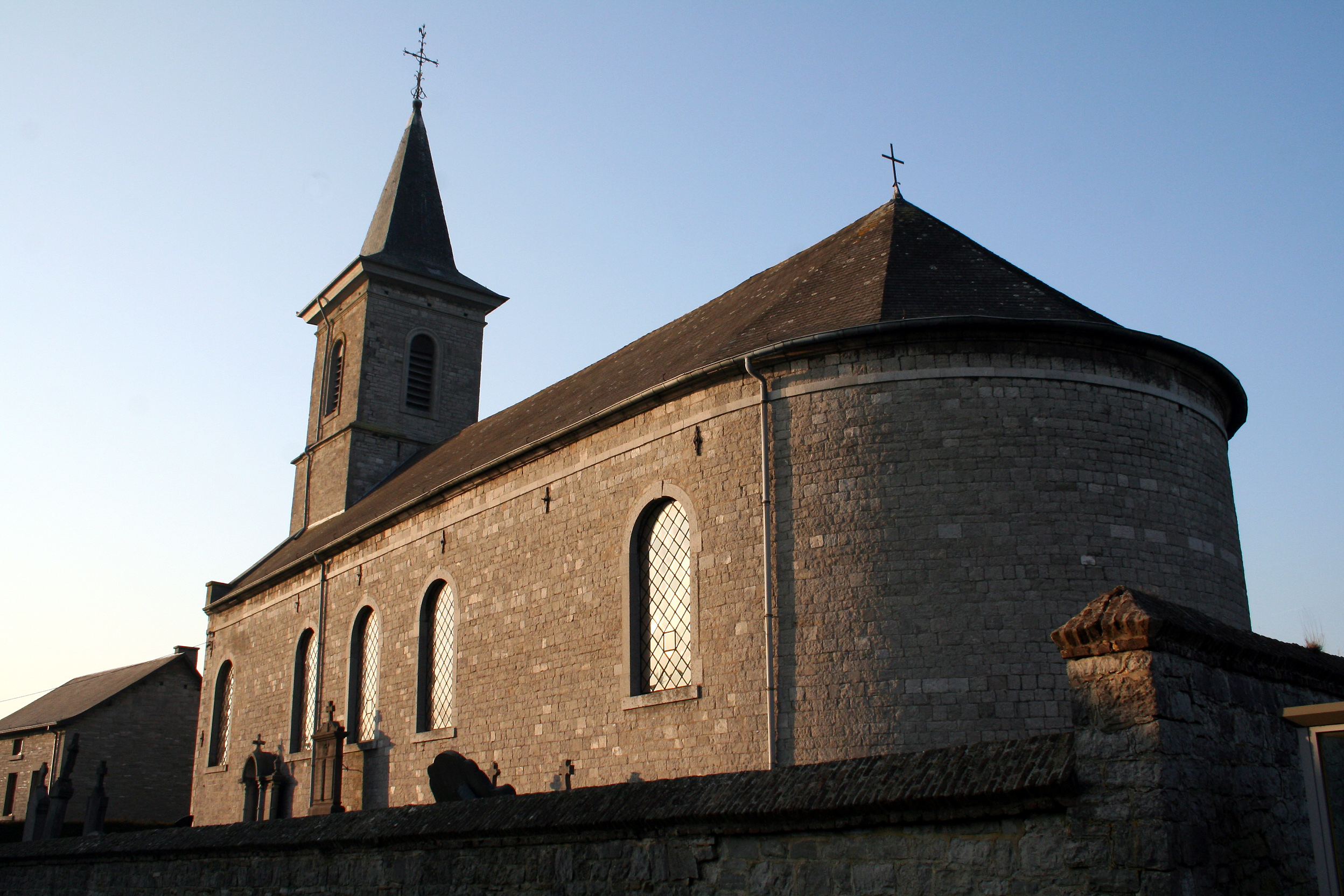
L'église Saint-Barthélemy (XVIIIe et XIXe siècles).
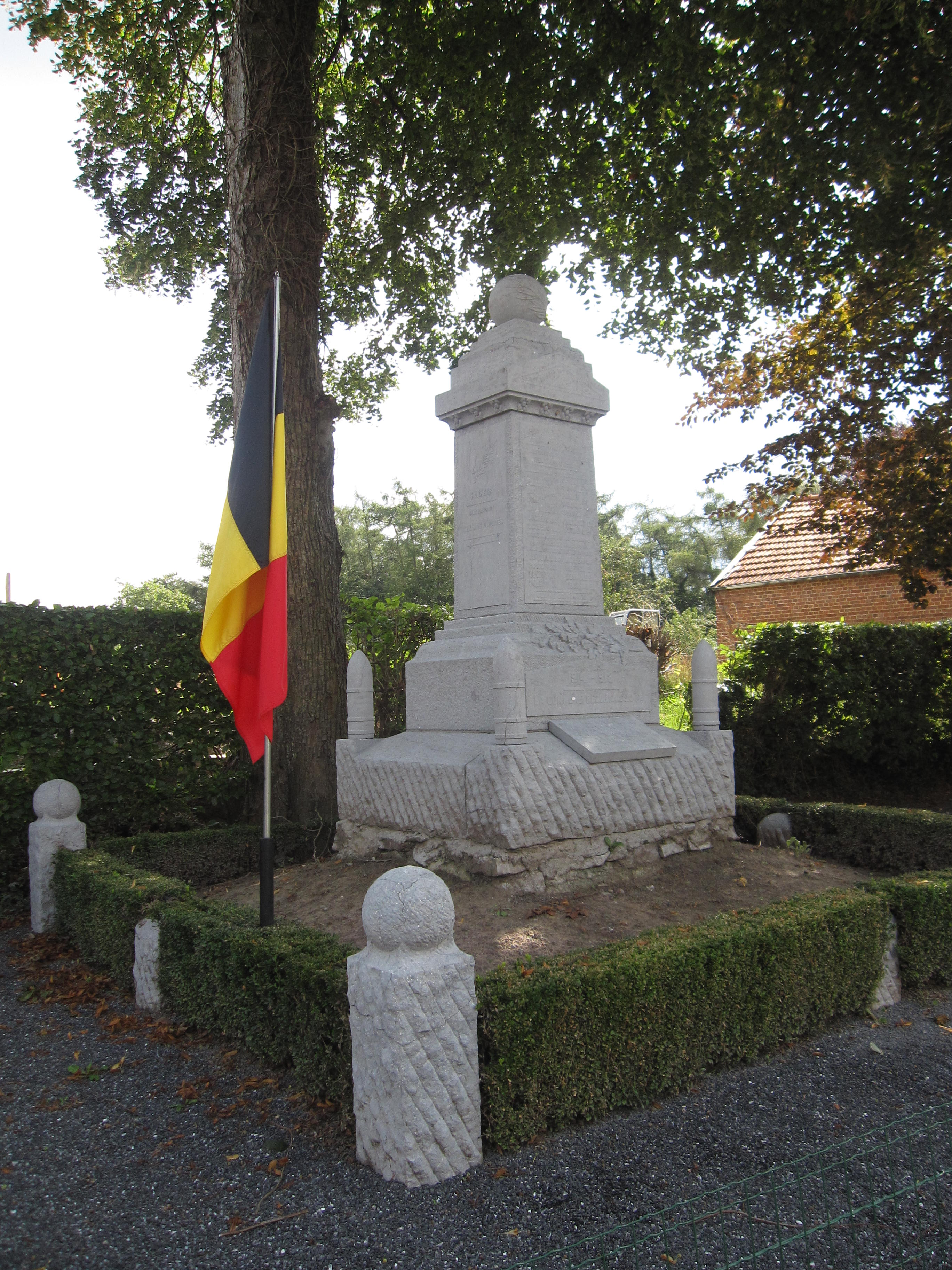
Monument aux morts de Lisogne.
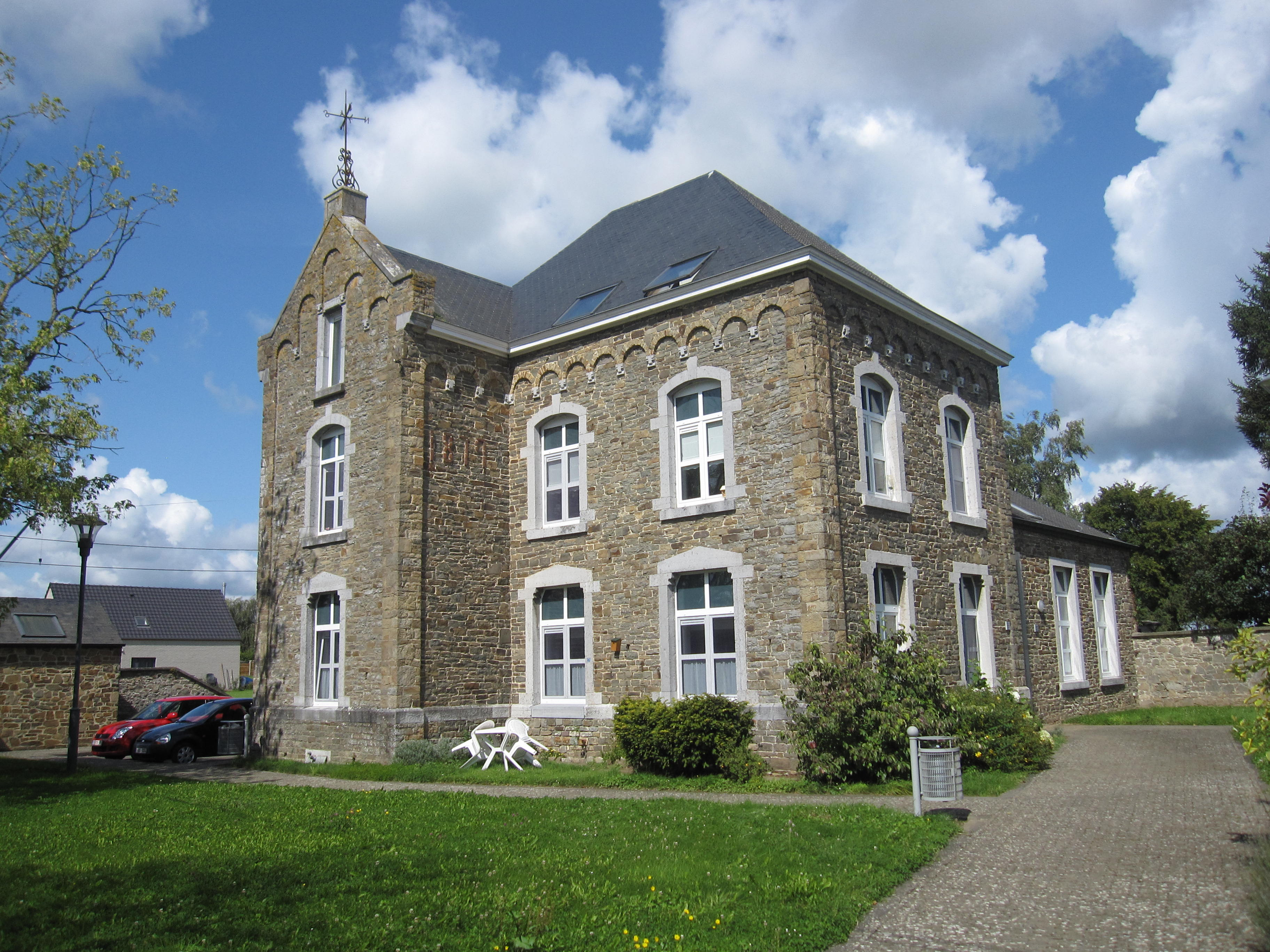
Ancienne école communale datée de 1877.
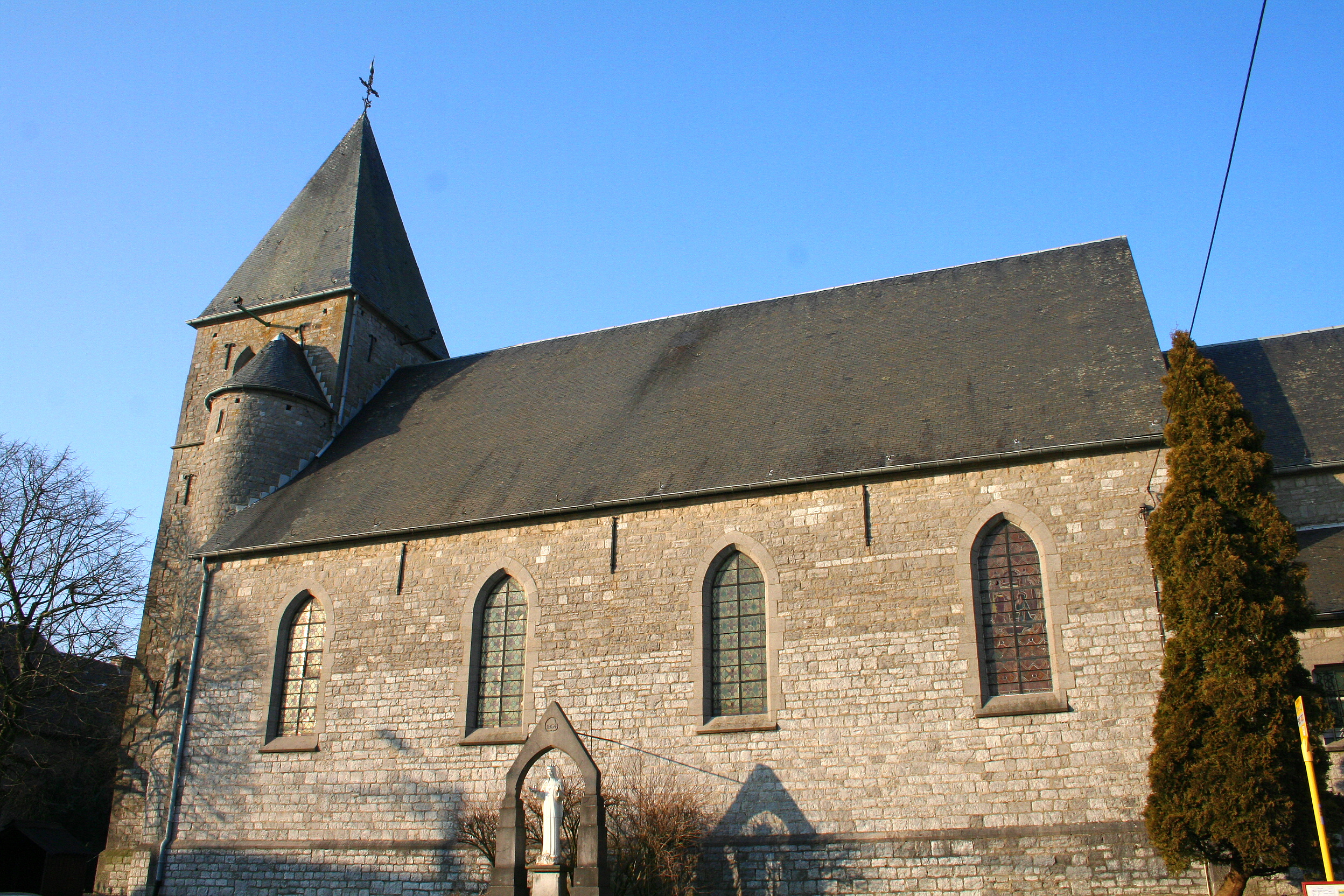
Église Saint-Quentin d'Awagne.
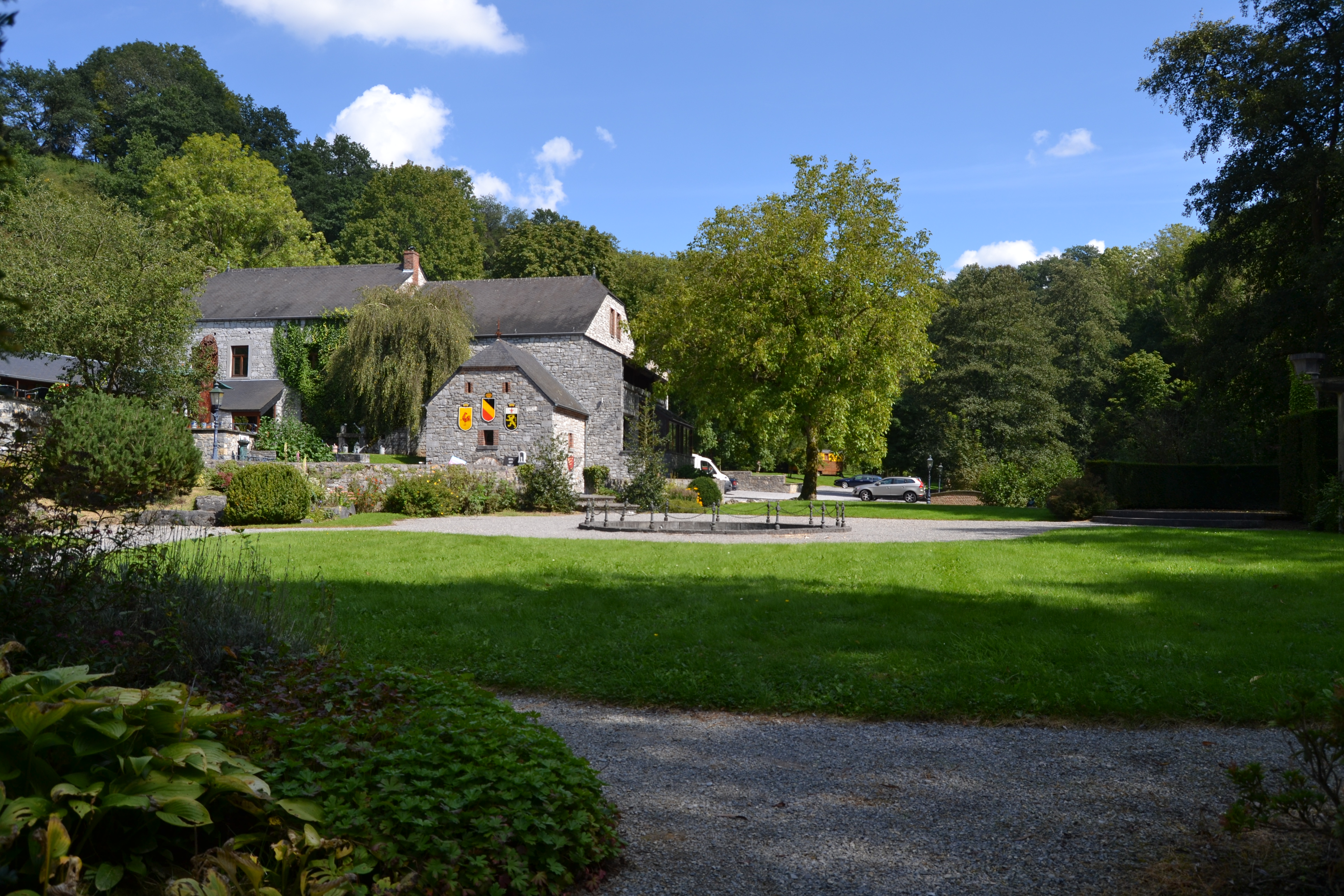
Le moulin de Lisogne, avec le ruisseau de Leffe.
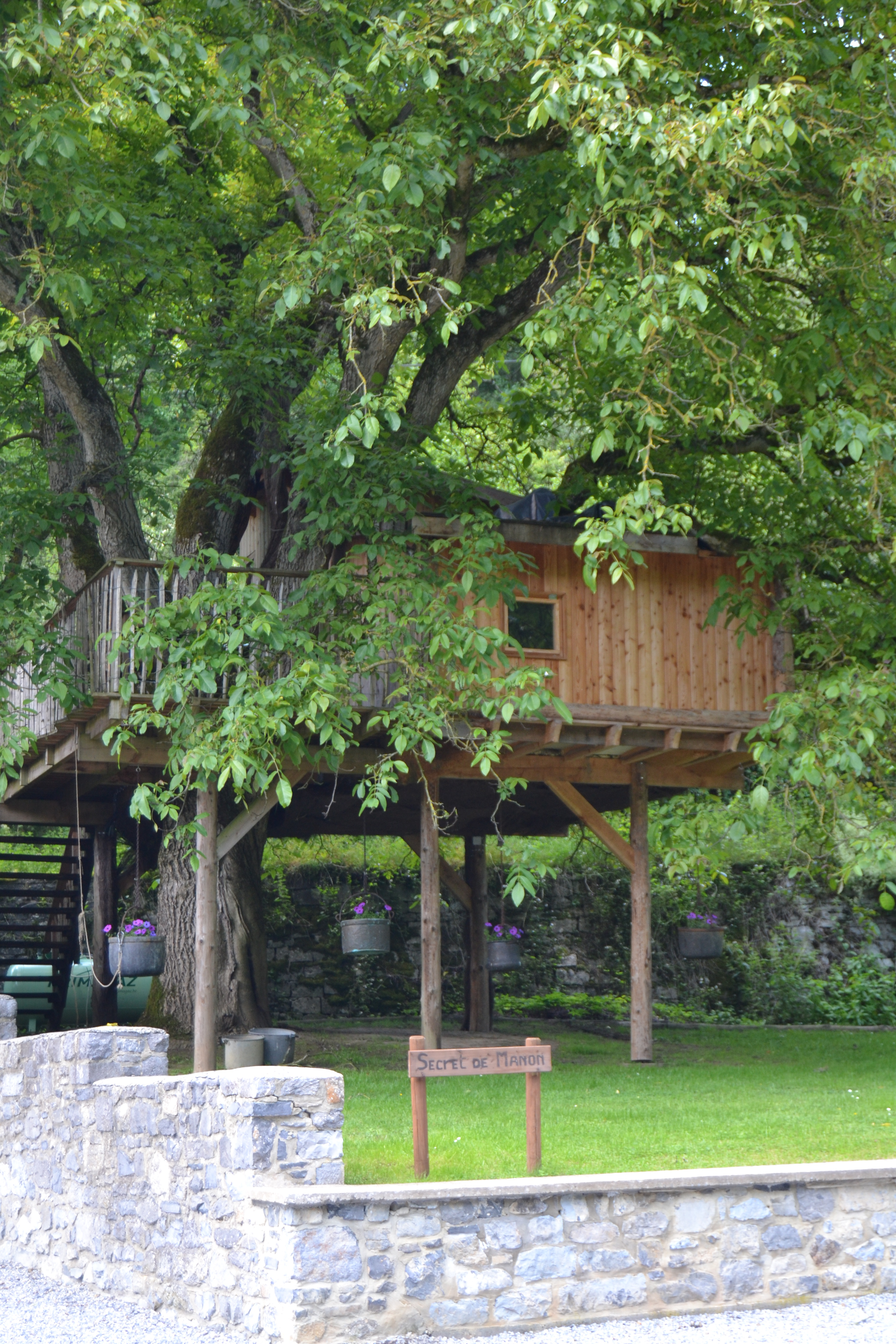
Cabane dans l'arbre, Moulin de Lisogne.
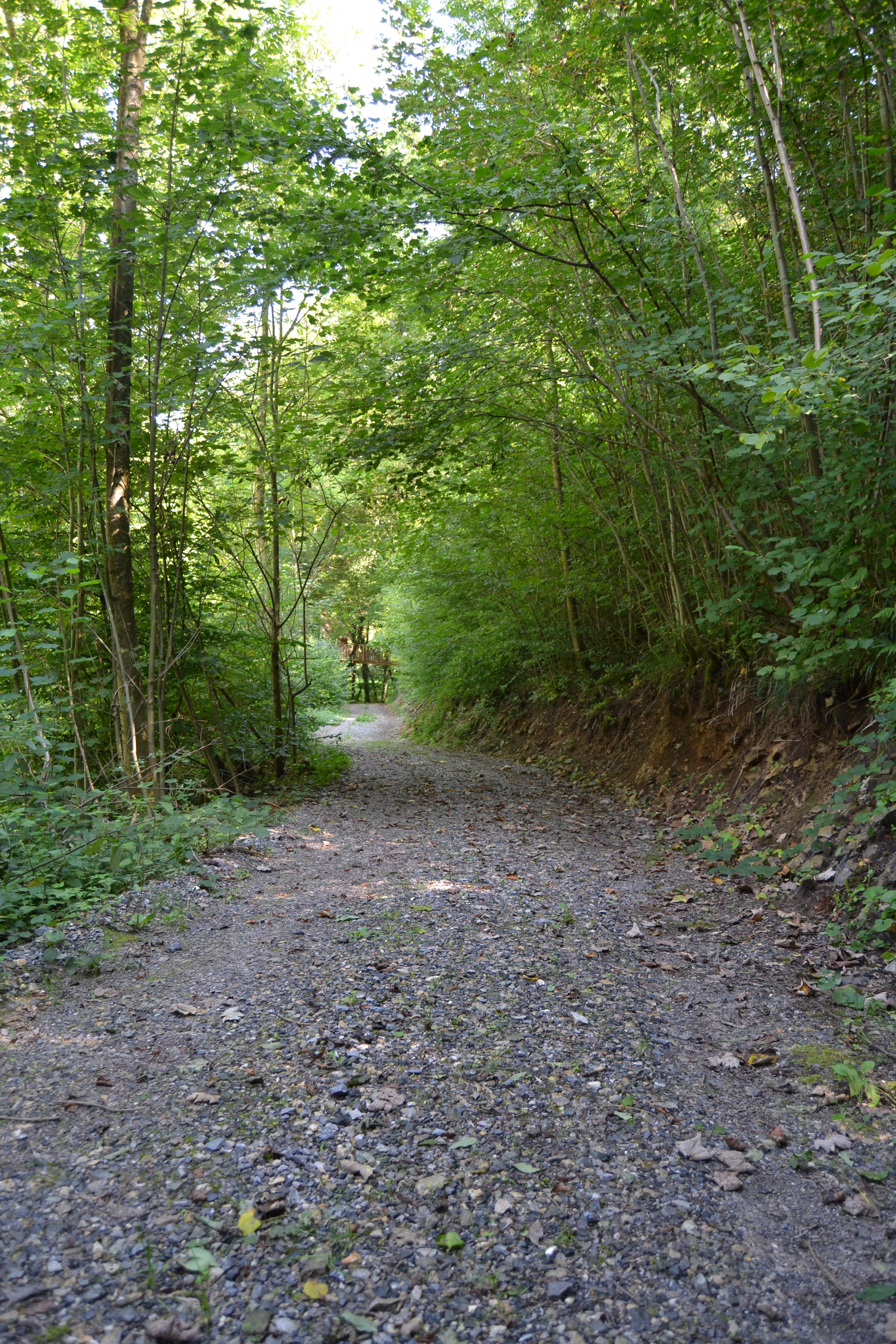
Sentier traversant le domaine du Moulin, en longeant la Leffe.

## Économie
Dès le XVIe siècle, l’extraction du minerai de fer à Lisogne a débuté comme l’attestent un fourneau et un marteau (maka) signalés en 1537 sur la commune de Thynes. La principale période d’exploitation s’étale toutefois de 1836 à 1839.
Une carrière de pierre a été très active pendant de nombreux siècles. Il subsiste encore le lieu-dit « Polissoir » dont le nom évoque clairement la fonction. Les stigmates de l'exploitation de la pierre sont encore bien visibles au Polissoir et au Charreau de Lisogne. Il y avait également une carrière de marbre noir de Dinant ou calcaire viséen au lieu-dit Les Monts.
Lisogne a désormais une activité tournée vers l'agriculture et le tourisme sportif orienté nature. Le Moulin de Lisogne a ainsi créé dans son domaine un village de cabanes dans les arbres et des activités de VTT/ de randonnée sont développées.

## Sport et vie associative

### Sport
- Centre équestre : Écurie du Frech-Try.
- École de VTT Wild Bikers d'Awagne.
- Football : AL Lisogne-Thynes.